# Оборонна церква в урочищі Монастирок
Церква Преображення Господнього в урочищі Монастирóк — оборонна культова споруда, збудована приблизно в XV–XVI столітті, пам'ятка архітектури національного значення. Належить до триконхового типу церков. Залишки храму знаходяться в лісі за 2 км на південь від Бучача (Тернопільська область), на горі, що височіє над річкою Стрипою. Тут збереглися залишки давнього монастиря, від чого й сама місцевість дістала назву урочища «Монастирок».

## Планування церкви

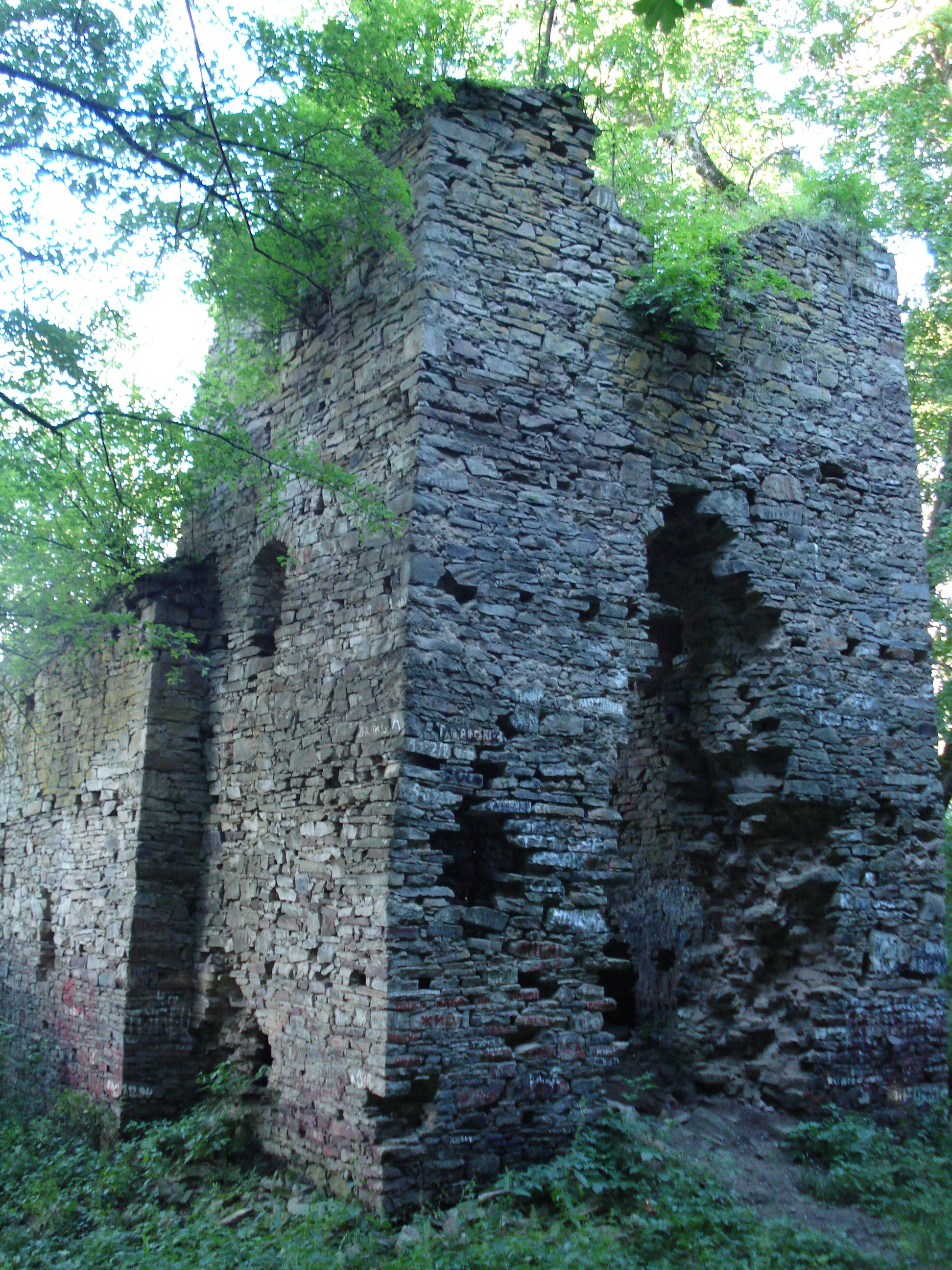

Неправильна конфігурація решток огорожі, яка правила за укріплення, свідчить, що на території монастиря були й інші будівлі. Брама містилася в північно-західному куті монастирського двору.
Церква належить до типу триконхових оборонних храмів з високою вежею-дзвіницею. Мурована, стіни завтовшки 1,7-1,8 м. У наву, що має розміри близько 5,5×9 м, розкриваються майже рівноширока з нею східна апсида та південна і північна (частково зруйнована) екседри значно менших розмірів. У південній екседрі є високе кругле вікно, апсида вікон не має. З південного боку нави лише два віконні прорізи заввишки до 3 м, з напівциркульними перемичками. Північна стіна нави, що орієнтована в бік монастирської брами, — без вікон. Очевидно, це пояснюється оборонними потребами. Перекриття над навою, апсидою й екседрами не збереглися.
Основну оборонну функцію виконувала вежа, що вивищувалася над навою приблизно на 6 м. Загальна висота її становила близько 15 м (без даху). У західній стіні вежі був вхід до храму; над ним розміщувалися два бойові яруси, у яких було по одній стрільниці в кожному з боків вежі. Яруси сполучалися між собою середстінними сходами. Оскільки стрільниці зроблено на значній висоті й конструктивно вони призначені лише для обстрілу далеких підходів до храму, можна припустити існування над другим ярусом стрільниць третього бойового ярусу у вигляді консольної дерев'яної галереї для оборони прилеглої території. Ця істотна деталь доповнює реконструкцію споруди, запропоновану в «Нарисах історії архітектури Української РСР» (1957).
План церкви дуже схожий на план церкви святого Миколая в Бучачі.

## Історія

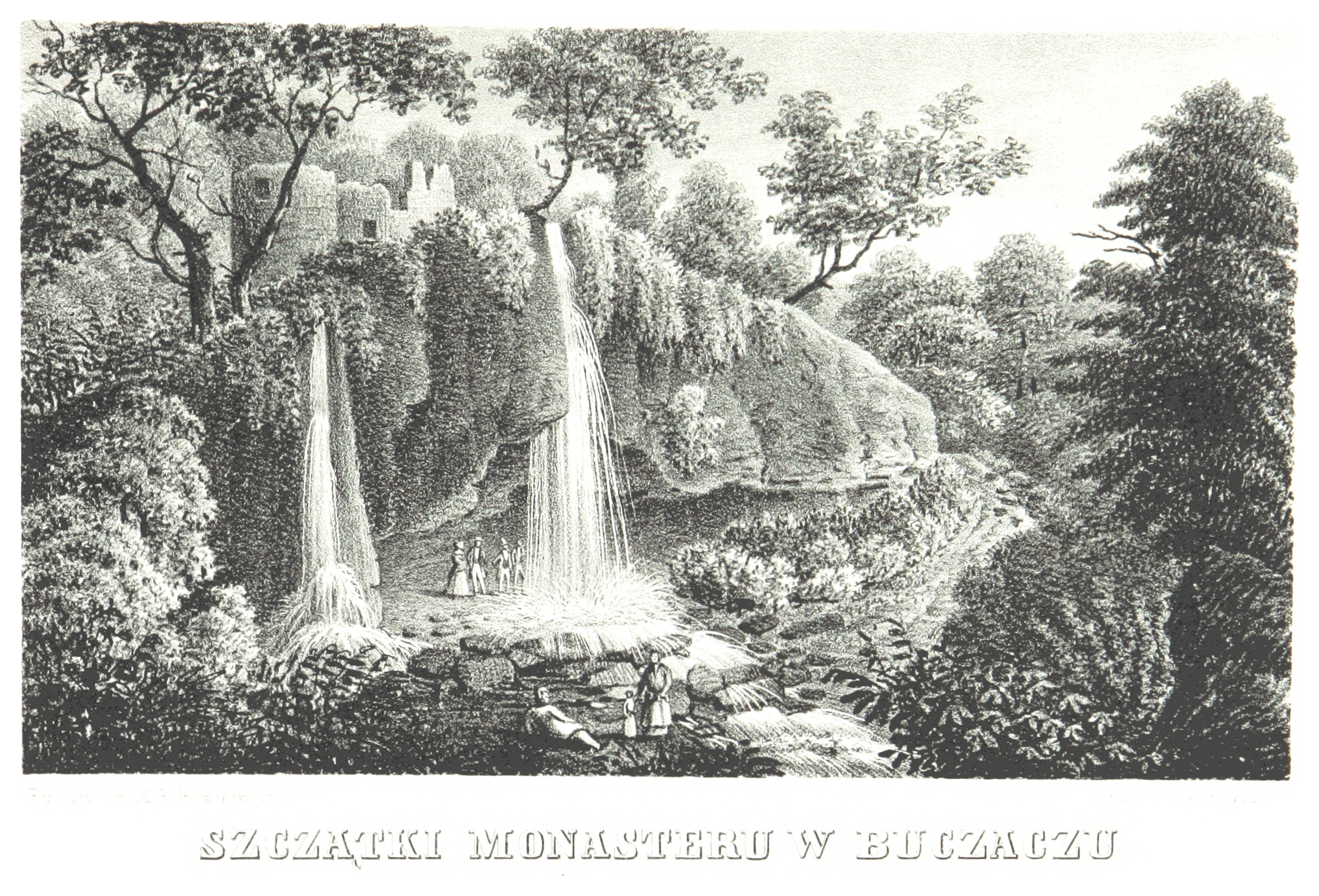
Б. М. Стенчинський. Монастир у 1847 році.

Історія храму невідома, поширене в наукових джерелах датування його XVI сторіччям не аргументоване. Аналіз архітектурно-конструктивних особливостей споруди та її архаїчна типологія дають підстави припускати, що в XV сторіччі храм уже існував. Безперечно, історію цієї унікальної пам'ятки спроможні з'ясувати лише ґрунтовні дослідження, однак їх, очевидно, досі не виконано.
З історичних подій, що мали дотичність до монастиря на горі Федір[джерело?], Александер Чоловський-Сас зазначає лише турецький напад 1672 року, коли храм було спалено. На думку Григорія Логвина, саме тоді зруйновано склепіння над навою й апсидою.
Монастир збудований у 1600–1606 роках за матеріальної підтримки в основному дочки молдавського господаря Єремії Могили Марії Могилянки (послала гроші, ще не будучи дружиною Стефана Потоцького) та її чоловіка Стефана Потоцького, який надав ґрунт (тобто земельну ділянку), город, ліс).

## Майбутнє
Дослідження церкви та монастиря, розробка проекту їх відновлення були темою дипломної роботи студентки НУ «Львівська політехніка» Людмили Тур (керівники д-р Микола Бевз, Б. Михайлюк).